# Havre (volcan)
Pour les articles homonymes, voir Havre.
Le Havre, en anglais Havre Seamount, est un volcan sous-marin de Nouvelle-Zélande faisant partie des îles Kermadec. Lors de son éruption de la mi-juillet 2012, il a produit d'importantes quantités de ponce qui ont formé des radeaux ; ces amas ont dérivé sur plusieurs dizaines de kilomètres les semaines suivantes.

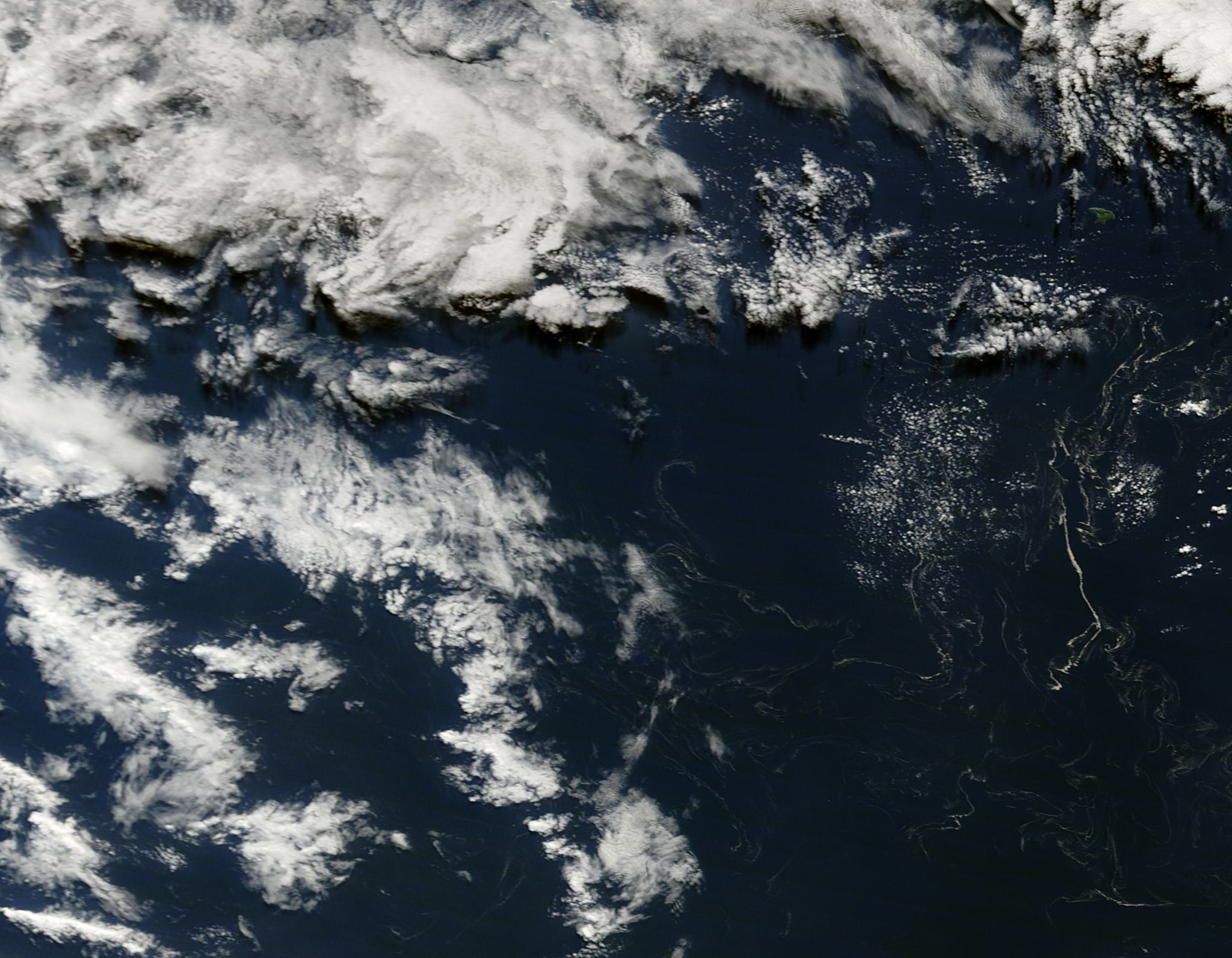
Image satellite de radeaux de ponce dans les îles Kermadec le 12 août 2012.